# Parafia św. Maksymiliana Marii Kolbego w Woli Filipowskiej
Parafia św. Maksymiliana Marii Kolbego w Woli Filipowskiej – parafia archidiecezji krakowskiej Kościoła katolickiego obrządku łacińskiego wchodząca w skład dekanatu Krzeszowice.
Kościołem parafialnym parafii jest kościół pw. św. Maksymiliana Marii Kolbego znajdujący się w Woli Filipowskiej.

## Historia
Parafia została erygowana w 1980 przez biskupa pomocniczego archidiecezji krakowskiej Stanisława Smoleńskiego.

### Kościół parafialny
W 1977 kardynał Karol Wojtyła poświęcił kamień węgielny oraz akt erekcyjny. W tym samym roku bp Stanisław Smoleński poświęcił plac pod budowę przyszłego kościoła. Jego budowa została zakończona w 1983, kiedy to konsekracji kościoła dokonał bp Stanisław Smoleński. 
Na dziedzińcu kościelnym wzniesiono grotę Najświętszej Marii z Lourdes i kilka pomników:
- patrona kościoła św. Maksymilian Kolbe[1]
- św. Jana Pawła II[1]
- kardynała Stefana Wyszyńskiego[1]
- pomordowanych w Katyniu i na Kresach Wschodnich[1]
- budowniczego kościoła, ks. Mieczysława Mądrzyka[1]

## Proboszczowie
- ks. kanonik Mieczysław Mądrzyk, 1980–1999[2]
- ks. kanonik Jan Raczek od listopada 1999